# Pseudoleistes
Pseudoleistes és un dels gèneres d'ocells, de la família dels ictèrids (Icteridae).

## Taxonomia
Segons la classificació del Congrés Ornitològic Internacional (versió 15.1, 2025), aquest gènere conté dues espècies:
- Federal de carpó groc (Pseudoleistes guirahuro Vieillot, 1819)
- Federal ventregroc (Pseudoleistes virescens Vieillot, 1819)